# Рибче
Рибче (на словенски: Ribče) е село в Словения, регион Средна Словения, община Лития. Според Националната статистическа служба на Република Словения през 2015 г. селото има 209 жители.